# Buch der Himyaren
Das Buch der Himyaren ist ein fragmentarisch erhaltenes syrisch-nestorianisches Werk in syrischer Sprache, das über die Christenverfolgung in Himyar Anfang des 6. Jahrhunderts, über die Martyrien dabei Verfolgter und die Intervention des christlichen aksumitischen Reichs berichtet. Es ist nur in den Resten einer einzigen Handschrift aus dem 10. Jahrhundert erhalten. Gemäß Herausgeber Axel Moberg (1872–1955), ist das Werk authentisch und stammt aus dem 6. Jahrhundert. Sowohl der Verfasser als auch der ursprüngliche Titel sind unbekannt; der heute übliche Titel stammt von Moberg.

## Handschrift
Das Buch der Himyaren ist nur durch knapp 60 Pergamentfragmente, die 1920 im Einband einer syrischen Handschrift liturgischen Inhalts aus dem 15. Jahrhundert gefunden wurden, bekannt. Die Fragmente gehören zu einer älteren Handschrift, die mindestens das Buch der Himyaren sowie eine theologische Abhandlung enthielt und die von einem gewissen Stephanos um 930 in syrischer Sprache und einer regelmäßigen jakobitischen Schrift niedergeschrieben wurde; die Fertigstellung des Buchs der Himyaren ist auf den 10. April 932 (10. Nisan 1243 der seleukidischen Ära) datiert.

## Aufbau und Inhalt
Das Buch bestand ursprünglich aus 49 Kapiteln, hinzu kamen ein Vorwort, ein Inhaltsverzeichnis und ein Kolophon. Zunächst berichtete das Buch in nicht mehr erhaltenen Kapiteln über die Ausbreitung des Judentums und des Christentums in Himyar. Anschließend geht es auf eine erste Christenverfolgung ein, die auf Bitten des himyarischen Bischofs Thomas von Nadschran durch eine Invasion der Aksumiten unter Haywana (Ḥywnʾ) beendet wird. Nach dessen Rückzug kommt es unter dem neuen jüdischen König Masruq in Himyar zu einer weiteren Christenverfolgung, über deren grausamen Verlauf ausführlich berichtet wird. Zunächst lässt er die Kirchen in der himyarischen Hauptstadt Zafar zerstören und die dort lebenden Aksumiten ermorden, dann belagert er die Stadt Nadschran und lässt dort lebende Christen töten und verfolgt auch die Christen in den „Städten“ Hadramaut und Marib. Auch nach dem Rückzug Masruqs aus Nadschran werden die Christen dort weiter verfolgt. Das Buch geht dabei ausführlich auf die Martyrien einzelner Personen ein (Zerxyba und Elishba) und enthält zwei Listen von Märtyrern. Auf Bitten der himyarischen Christen findet daher eine neue, als Strafe Gottes gedeutete Invasion der Aksumiten unter König Kaleb statt, der die verfolgten Christen befreit. Er vergibt den Christen, die ihren Glauben verleugnet haben, lässt Kirchen bauen und Priester weihen, setzt einen christlichen König aus der himyarischen Königsfamilie ein und kehrt nach Äthiopien zurück.

## Historischer Hintergrund
Die politischen Ereignisse, die im Buch der Himyaren dargestellt werden, sind auch aus anderen christlichen und islamischen Quellen sowie himyarischen Inschriften bekannt. Die erste Invasion der Aksumiten in Himyar fand vermutlich 518 n. Chr. statt. Der jüdische König Masruq, der aus himyarischen Inschriften als Yusuf Asʾar Yathʾar und aus der islamischen Tradition als Dhu Nuwas bekannt ist, hatte kurz vor diesem Ereignis den himyarischen Thron. Die Verfolgung der Aksumiten und der himyarischen Christen sowie die Eroberung Nadschrans lässt sich durch zeitgenössische Inschriften und durch spätere Überlieferungen vermutlich auf 523 datieren. Die Invasion Kalebs, dessen ursprünglicher Name Ella Asbeha war, fand im Sommer 525 darauf statt und führte zur Durchsetzung des Christentums in Südarabien und zur Einsetzung des Marionettenkönigs Sumyafa Aschwa (525–536).